# Oligostracis
Els oligostracis (Oligostraca) constitueixen un clade de crustacis dintre dels pancrustacis que inclou els clades dels mistacocàrides, ictiostracis (pentastòmides + branquiürs) i ostracodes.